# Type IX U-boot
Het type IX U-boot was door Duitsland in 1935 en 1936 als grote oceaanwaardige onderzeeboot voor lange afstand-operaties ontworpen. Dit model was afgeleid van type IA en kende enkele subtypes.
Type IX had zes torpedobuizen: vier in de boeg en twee in de hek. Binnen konden tot zes extra torpedo's worden meegenomen en buitenboord konden in vijf torpedo-opbergplaatsen (drie achter en twee voor) nog eens tien torpedo's worden meegenomen. Met 22 torpedo's konden U-boot commandanten een konvooi volgen en nacht na nacht toeslaan.
Ingezet als mijnenleggers konden ze 44 TMA-mijnen of 66 TMB-mijnen meevoeren, maar veel van de IXC U-boten waren niet als mijnenlegger ingericht.
Bovendeks bevond zich het grote Utof 105/45 kanon met ca. 110 stuks munitie. Het aanwezige luchtafweergeschut veranderde in de loop van de oorlog.
De toren had twee periscopen.  
Types IXA en IXB hadden nog een extra periscoop in de commandocentrale, die vanaf type IXC werd weggelaten.

## Type IXA
- Bouwer: AG Weser, Bremen.
- Productie: acht stuks

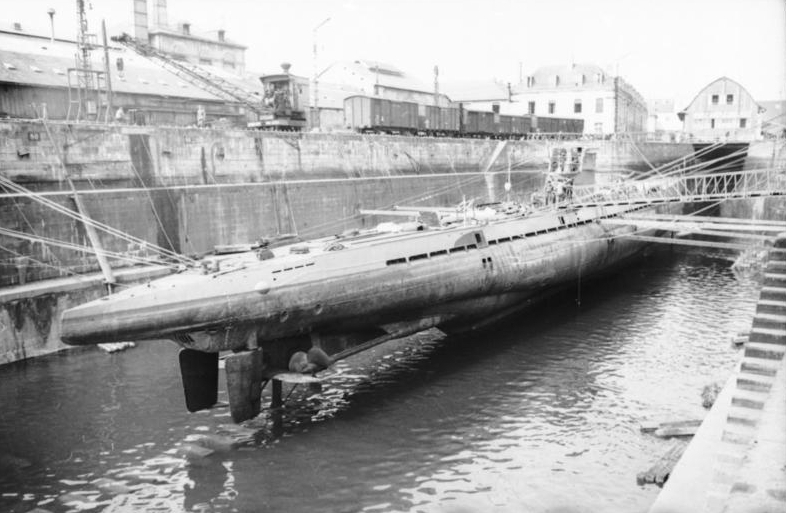
U-37 in de basis Lorient in 1940

U-37 - U-38 - U-39 - U-40 - U-41 - U-42 - U-43 - U-44

### Technische gegevens
- Waterverplaatsing: boven water 1032 ton, onder water 1153 ton, totaal 1408 ton
- Lengte: totaal 76,5 m, druklichaam 58,75 m
- Breedte: totaal 6,51 m, druklichaam 4,40 m
- Hoogte: 9,40 m
- Diepgang: 4,7 m
- Aandrijving: boven water 4400 pk (3300 kW), onder water 1000 pk (746 kW)
- Snelheid: boven water 18,2 knopen (34 km/h), onder water 7,7 kn (14 km/h)
- Actieradius: boven water 10.500 zeemijl (nm) bij 10 kn, onder water 78 nm bij 4 kn
- Torpedobuizen: 6 (4 in de boeg, 2 in de hek)
- Torpedo's: 22 (of 66 zeemijnen)
- Geschut: 1 x Utof[1]  105 mm L/45 met 110 granaten, 1 x 20 mm Flak[2]
- Duikdiepte: 200 m (maximaal)
- Bemanning: 48 - 56 koppen

## Type IXB

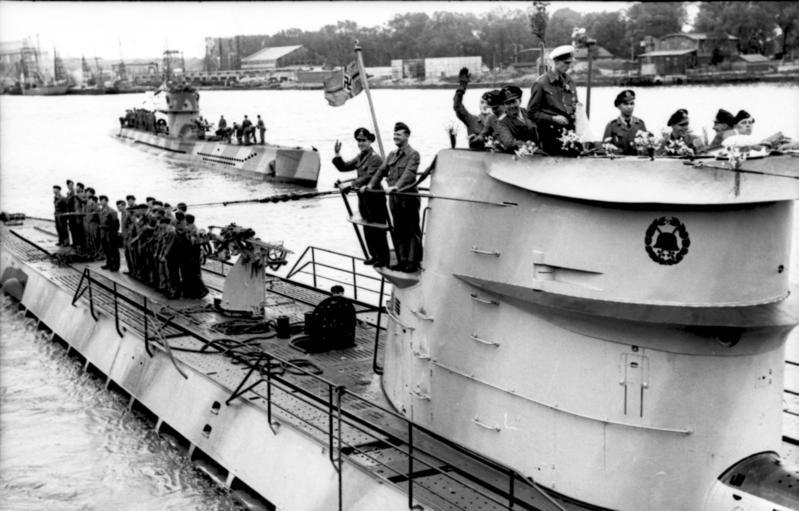
U-123 en U-201 lopen uit hun basis Lorient

Type IXB was een verbeterde versie met een grotere actieradius. Dit type was het meest succesvolle: het heeft meer dan 100.000 ton scheepsruimte tot zinken gebracht.
Beroemde U-boten van dit type waren U-123 onder het commando van Reinhard Hardegen, die de aanval in de Amerikaanse wateren opende begin 1942, bekend als Operatie Paukenschlag en U-107 uit Freetown (Afrika) onder commando van Günter Hessler, die in de meest succesvolle missie uit de oorlog tijdens een enkele missie bijna 100.000 ton scheepsruimte  tot zinken bracht. 
- Bouwer: AG Weser, Bremen.
- Productie: 14 stuks

U-64 - U-65 - 
U-103 - U-104 - 
U-105 - U-106 - 
U-107 - U-108 - 
U-109 - U-110 - 
U-111 - U-122 - 
U-123 - U-124

### Technische gegevens
- Waterverplaatsing: boven water 1051 ton, onder water 1178 ton, totaal 1430 ton
- Lengte: totaal 76,5 m, druklichaam 58,75 m
- Breedte: totaal 6,76 m, druklichaam 4,4 m
- Hoogte: 9,6 m
- Diepgang: 4,7 m
- Aandrijving: boven water 4400 pk (3300 kW), onder water 1000 pk (746 kW)
- Snelheid: boven water 18,2 knopen (34 km/h), onder water 7,3 kn (14 km/h)
- Actieradius: boven water 12.000 zeemijl (nm) bij 10 kn, onder water 64 nm bij 4 kn
- Torpedobuizen: 6 (4 in de boeg, 2 in de hek)
- Torpedo's: 22 (of 66 mijnen)
- Geschut: 1 x Utof  10,5 cm L/45 met 110 stuks munitie, 1 x 3,7 cm Flak, 1 x 2 cm Flak[2]
- Duikdiepte: 200 m (maximaal)
- Bemanning: 48 - 56 koppen

## Type IXC

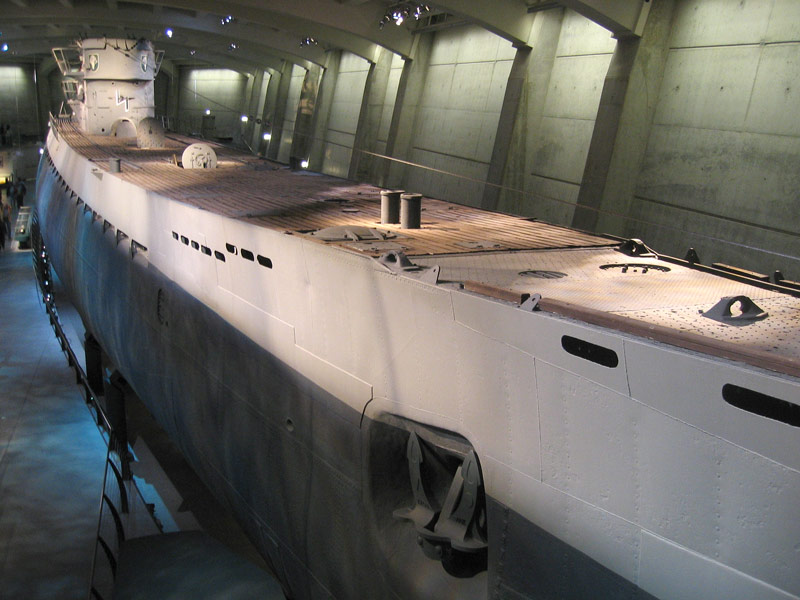
U-505 in Chicago

Type IXC was een verdere verbetering met opslagruimte voor nog eens 43 ton brandstof, waardoor de actieradius verder werd vergroot. Bij deze serie werd de derde periscoop weggelaten, waardoor de boot twee periscopen had.
Ingezet als mijnenlegger konden ze 44 TMA of 66 TMB zeemijnen meenemen, maar U-162 t/m U-170 en U-505 t/m U-550 (35 boten) waren niet als mijnenleggers uitgerust. 
De U-166 is de enige U-boot die in de Golf van Mexico tot zinken is gebracht.
De U-505 bestaat nog steeds en is in het Museum of Science and Industry in Chicago, Illinois ondergebracht. Daar is de boot in 2004 gerenoveerd en sinds juni 2005 weer tentoongesteld.
Bouwers:
- AG Weser, Bremen,
- Deutsche Werft, Hamburg.
- Seebeckwerft, Bremen
- Productie: 54 stuks

U-66 - U-67 - 
U-68 - U-125 - 
U-126 - U-127 - 
U-128 - U-129 - 
U-130 - U-131 - 
U-153 - U-154 - 
U-155 - U-156 - 
U-157 - U-158 - 
U-159 - U-160 - 
U-161 - U-162 - 
U-163 - U-164 - 
U-165 - U-166 - 
U-171 - U-172 - 
U-173 - U-174 - 
U-175 - U-176 - 
U-501 - U-502 - 
U-503 - U-504 - 
U-505 - U-506 - 
U-507 - U-508 - 
U-509 - U-510 - 
U-511 - U-512 - 
U-513 - U-514 - 
U-515 - U-516 - 
U-517 - U-518 - 
U-519 - U-520 - 
U-521 - U-522 - 
U-523 - U-524

### Technische gegevens
- Waterverplaatsing: boven water 1120 ton, onder water 1232 ton, totaal 1540 ton
- Lengte: totaal 76,76 m, druklichaam 58,75 m
- Breedte: totaal 6,76 m, druklichaam 4,4 m
- Hoogte: 9,6 m
- Diepgang: 4,7 m
- Aandrijving: boven water 4400 pk (3300 kW), onder water 1000 pk (746 kW)
- Snelheid: boven water 18,3 knopen (34 km/h), onder water 7,3 kn (14 km/h)
- Actieradius: boven water 13.450 zeemijl (nm) bij 10 kn, onder water 63 nm bij 4 kn
- Torpedobuizen: 6 (4 in de boeg, 2 in de hek)
- Torpedo's: 22 (of 66 zeemijnen)
- Geschut: 1 x Utof  10,5 cm L/45 met 110 stuks munitie, 1 x 3,7 cm Flak, 1 x 2 cm Flak[2]
- Duikdiepte: 200 m (maximaal)
- Bemanning: 48 - 56 koppen

## Type IXC/40
Type IXC/40 was een iets gemodificeerde uitvoering van Type IXC met een iets grotere actieradius en een hogere snelheid aan de oppervlakte. 
Bouwers:
- AG Weser, Bremen,
- Deutsche Werft, Hamburg.
- Seebeckwerft, Bremen
- Productie: 87 stuks

U-167 - U-168 - 
U-169 - U-170 - 
U-183 - U-184 - 
U-185 - U-186 - 
U-187 - U-188 - 
U-189 - U-190 - 
U-191 - U-192 - 
U-193 - U-194 - 
U-525 - U-526 - 
U-527 - U-528 - 
U-529 - U-530 - 
U-531 - U-532 - 
U-533 - U-534 - 
U-535 - U-536 - 
U-537 - U-538 - 
U-539 - U-540 - 
U-541 - U-542 - 
U-543 - U-544 - 
U-545 - U-546 - 
U-547 - U-548 - 
U-549 - U-550 - 
U-801 - U-802 - 
U-803 - U-804 - 
U-805 - U-806 - 
U-841 - U-842 - 
U-843 - U-844 - 
U-845 - U-846 - 
U-853 - U-854 - 
U-855 - U-856 - 
U-857 - U-858 - 
U-865 - U-866 - 
U-867 - U-868 - 
U-869 - U-870 - 
U-877 - U-878 - 
U-879 - U-880 - 
U-881 - U-889 - 
U-1221 - U-1222 - 
U-1223 - U-1224 - 
U-1225 - U-1226 - 
U-1227 - U-1228 - 
U-1229 - U-1230 - 
U-1231 - U-1232 - 
U-1233 - U-1234 - 
U-1235

### Technische gegevens
- Waterverplaatsing: boven water 1144 ton, onder water 1257 ton, totaal 1545 ton
- Lengte: totaal 76,76 m, druklichaam 58,75 m
- Breedte: totaal 6,84 m, druklichaam 4,4 m
- Hoogte: 9,6 m
- Diepgang: 4,67 m
- Aandrijving: boven water 4400 pk (3300 kW), onder water 1000 pk (746 kW)
- Snelheid: boven water 19 knopen, onder water 7,3 kn (14 km/h)
- Actieradius: boven water 13.450 zeemijl (nm) bij 10 kn, onder water 63 nm bij 4 kn
- Torpedobuizen: 6 (4 in de boeg, 2 in de hek)
- Torpedo's: 22 (of 66 zeemijnen)
- Geschut: 1 x Utof  10,5 cm L/45 met 110 stuks munitie, 1 x 3,7 cm Flak, 1 x 2 cm Flak[2]
- Duikdiepte: 200 m (maximaal)
- Bemanning: 48 - 56 koppen

## Type IXD en IXD/42
Type IXD was aanzienlijk langer en zwaarder dan Type IXC/40.  Een variant, bekend onder de naam IXD/42, was uitgerust met een zwaardere motor (5400 pk in plaats van 4400).
In 1943 en 1944 werden de torpedobuizen uit de IXD boten verwijderd en werden ze omgebouwd tot transport-onderzeeboot. Deze omgebouwde boten konden 252 ton vracht vervoeren.
Bouwers:
- AG Weser, Bremen,
- Productie type IXD: 30 stuks

U-177 - U-178 - 
U 179 - U-180 - 
U-181 - U-182 - 
U-195 - U-196 - 
U-197 - U-198 - 
U-199 - U-200 - 
U-847 - U-848 - 
U-849 - U-850 - 
U-851 - U-852 - 
U-859 - U-860 - 
U-861 - U-862 - 
U-863 - U-864 - 
U-871 - U-872 - 
U-873 - U-874 - 
U-875 - U-876
- Productie type IXD/42: 1

U-883 (gereed 28 april 1944)
- Niet afgeleverd / niet voltooid: 5

U-884 - U-885 - 
U-886 - U-887 - 
U-888

### Technische gegevens IXD
- Waterverplaatsing: boven water 1610 ton, onder water 1799 ton, totaal 2150 ton
- Lengte: totaal 87,58 m, druklichaam 68,5 m
- Breedte: totaal 7,5 m, druklichaam 4,4 m
- Hoogte: 10,20 m
- Diepgang: 5,35 m
- Aandrijving: boven water 4400 pk (3300 kW), onder water 1000 pk (746 kW)
- Snelheid: boven water 15,8 - 16,5 knopen, onder water 6,9 kn
- Actieradius: boven water 12.750 zeemijl (nm) bij 10 kn, onder water 115 nm bij 4 kn
- Torpedobuizen (tot 1943): 6 (4 in de boeg, 2 in de hek)
- Torpedo's (tot 1943): 24 (of 72 zeemijnen)
- Geschut: 1 x Utof  10,5 cm L/45 met 110 stuks munitie, 1 x 3,7 cm Flak, 1 x 2 cm Flak[2]
- Duikdiepte: 200 m (maximaal)
- Bemanning: 55 - 63 koppen

### Technische gegevens IXD/42
- Waterverplaatsing: boven water 1616 ton, onder water 1804 ton, totaal 2150 ton
- Lengte: totaal 87,58 m, druklichaam 68,5 m
- Breedte: totaal 7,5 m, druklichaam 4,4 m
- Hoogte: 10,20 m
- Diepgang: 5,35 m
- Aandrijving: boven water 5400 pk (4050 kW), onder water 1100 pk (821 kW)
- Snelheid: boven water 19,2 knopen, onder water 6,9 kn
- Actieradius: boven water 31.500 zeemijl (nm) bij 10 kn, onder water 57 nm bij 4 kn
- Torpedobuizen (tot 1943): 6 (4 in de boeg, 2 in de hek)
- Torpedo's (tot 1943): 24 (of 72 mijnen)
- Geschut: 1 x Utof  10,5 cm L/45 (110 stuks munitie), 1 x 3,7 cm Flak, 1 x 2 cm Flak[2]
- Duikdiepte: 200 m (maximaal)
- Bemanning: 55 - 64 koppen

Type I · Type II · Type VII · Type IX · Type X · Type XIV · Type XVII · Type XVIII · Type XXI · Type XXIII 

Dwergonderzeeboten: Biber · Marder · Hecht · Seehund